# Bakugan Battle Planet
Bakugan: Battle Planet (爆丸バトルプラネット Bakugan Batoru Puranetto?) es una serie de televisión de anime canadiense-japonesa producida por TMS Entertainment, Nelvana Animation, Man of Action Studios, Spin Master Entertainment bajo la dirección de Kazuya Ichikawa. La serie actúa como un reinicio de la serie de anime 2005-2012 Los Peleadores de la Batalla Bakugan.
La serie se lanzó en América del Norte en diciembre de 2018 con una línea de juguetes renovada y una serie de cortos animados en la web que siguieron de cerca. Más tarde debutó en Japón en abril de 2019.
En octubre de 2019, se anunció que la serie se había renovado para una segunda temporada Bakugan: Armored Alliance (爆丸アーマードアライアンス Bakugan Āmādo Araiansu?), que se estrenó el 16 de febrero de 2020 en Teletoon y se emitió en Cartoon Network el 1 de marzo de 2020. Fue lanzado exclusivamente en línea en Japón el 3 de abril de 2020. En España, la serie se estrenó en Boing el 27 de mayo de 2019.

## Argumento
La serie sigue a cuatro preadolescentes Dan Kouzo, Shun Kazami, Wynton Styles, Lia Venegas y su perro Lightning. Son conocidos como los "Fantásticos" y hacen videos en el sitio web ViewTube. Finalmente, se topan con una raza de criaturas biomecánicas luchadoras llamada Bakugan. Pronto se hacen amigos del Bakugan y comienzan a luchar entre ellos, mientras defienden su vecindario de los matones que usan el Bakugan con fines maliciosos. Se encuentran con muchos enemigos, como Philomena Dusk y el misterioso Magnus, empeñados en derrotar a Dan en una Batalla Bakugan para ser el mejor luchador.
A medida que Los Fantásticos continúan aprendiendo más sobre los Bakugan, se hacen amigos del enigmático multimillonario Benton Dusk, el hermano de Philomena. Benton descubre un misterioso mundo subterráneo que él llama "El Laberinto", donde se mejoran los Bakugan. Cuando un cazador de Bakugan llamado Strata secuestra a varios Bakugan, un Bakugan llamado Phaedrus escapa y advierte a los Fantásticos. Van al Laberinto y rescatan a los demás, pero caen aún más profundamente. Mientras intentan llegar a casa, los Fantásticos encuentran a un extraño y malvado Bakugan llamado Tiko. Drago y los demás encuentran un poderoso artefacto llamado Célula Núcleo dentro del Laberinto y lo protegen de Tiko. Sin embargo, cuando Drago es herido por el virus V corrupto, él y Dan se retiran a la Célula Central, y Tiko entra. Drago se cura y experimenta una mejora de poder llamada Evolución Bakugan. Drago evoluciona a Hyper Drago y derrota a Tiko. Los Fantásticos luego escapan del Laberinto. Poco después, se enteran de que Magnus está trabajando con Philomina, junto con varios de sus viejos rivales, como el equipo de publicidad de AAAnimus, y el equipo Exit. Para combatirlos, los Fantásticos aprenden, uno por uno, a evolucionar su Bakugan sin entrar en la Célula Central. Finalmente, derrotan a la Salida y son despedidos. A pesar de sus esfuerzos, AAAnimus descubre que hay más Células Centrales dentro del Laberinto, y extraen con éxito una. Lo usan para tomar el control del Bakugan primario de los Fantásticos. Benton crea un plan para detenerlos. Entran en la sede de AAAnimus, y mientras Benton desmantela su red, los Fantásticos actúan como señuelos. El plan funciona, y derrotan a Philomina. Benton informa a los Fantásticos de su plan para hacer que todas las Células Núcleos sean de código abierto, lo que los pone en una aventura alrededor del mundo. Sin embargo, amenazas aún mayores acechan en las sombras. Tiko sobrevivió a su batalla en la Célula Núcleo, y trama un plan propio.

## Desarrollo
Las noticias sobre el relanzamiento de la propiedad de Bakugan se publicaron por primera vez a finales de 2015 a través de una presentación de inversores realizada por Spin Master. La información sobre el proyecto permaneció escasa hasta noviembre de 2017, cuando la compañía reveló que la nueva serie se lanzaría en 2018/2019. Poco después, se descubrió que Spin Master había presentado una marca registrada para el nombre "Bakugan Battle Planet". El siguiente enero, Corus Entertainment confirmó que su subsidiaria Nelvana Limited volvería a colaborar con TMS Entertainment en la serie animada.
En preparación para el relanzamiento, Spin Master presentó infracción de patentes demandas contra Alpha Group, Guangzhou Lingdong Creative Culture Tecnología y Mattel por supuestamente violar al anime Bakugan patentes en sus líneas de jusguetes de Screechers Wild, Eonster Hunter y Mecard. El director ejecutivo de Spin Master Ronnen Harary, declaró que Bakugan se reintroduciría a nivel mundial en 2019.
En marzo de 2018, Harary describió la nueva serie animada como la utilización de un formato de once minutos. Esto se hizo a pedido del socio de transmisión Cartoon Network, quien sintió que el tiempo de ejecución del episodio original de 22 minutos no sería atractivo para la generación actual de niños. También se tomó la decisión de incluir más elementos cómicos. Una imagen promocional para el reinicio apareció por primera vez en junio de 2018 a través de otro documento para inversores de Spin Master.
La compañía anunció formalmente Bakugan Battle Planet el 9 de octubre de 2018. Spin Master reveló que la serie animada se estrenará el siguiente diciembre en Cartoon Network en los Estados Unidos y Teletoon en Canadá con los juguetes y los cortos en línea en línea poco después. Cartoon Network también había elegido el programa para un lanzamiento en 2019 en América Latina, EMEA, Australia y Nueva Zelanda. En Asia, la serie sería distribuida por TMS Entertainment con Takara Tomy manejando la línea de juguetes.
El 16 de octubre de 2019, se anunció que se renovó para una segunda temporada titulada Bakugan: Armored Alliance, que debutó en 2020.

## Medios

### Animación
Al igual que su predecesor, Bakugan: Battle Planet es una coproducción internacional. La serie se produce en TMS Entertainment con asistencia adicional de Nelvana Enterprises y Spin Master Entertainment. Kazuya Ichikawa dirigió la serie. Kazuhiko Inukai y Man of Action Studios actúan como editores de historias. Los guiones del episodio están escritos principalmente en Japón, con escritores estadounidenses que ocasionalmente contribuyen. La primera temporada consta de 100 episodios de once minutos que también se distribuyen en 50 veintidós minutos.
Bakugan Battle Planet debutó en los Estados Unidos en Cartoon Network el 23 de diciembre de 2018, con los primeros 20 episodios disponibles en los servicios de video a pedido del canal en los días previos. Luego, la serie tuvo un evento de estreno lineal de cinco días antes de establecerse en su espacio regular el 12 de enero de 2019. En Canadá, la serie se lanzó en Teletoon el 31 de diciembre de 2018 a través de un truco de estreno similar de cinco días antes del debut del programa en su espacio regular el 12 de enero de 2019. La serie se volvió a emitirse en el canal hermano YTV. En el Reino Unido, la serie se estrenó en Cartoon Network el 23 de marzo de 2019, con una señal abierta de difusión en Pop siguiente el 2 de septiembre. En Australia, el estreno de televisión de pago se produjo en Cartoon Network el 6 de abril de 2019 con una transmisión terrestre en 9Go! a partir del 14 de julio.
En España, la serie se estrenó el 27 de mayo de 2019 en Boing.
La primera temporada se lanzó en Japón en TV Tokyo y otras estaciones de TX Network el 1 de abril de 2019. La canción principal de apertura se titula "Jounetsu Jamboree" (情熱ジャンボリー Jōnetsu Janborī?, "Passionate Jamboree") con el tema final. titulada "Be my story", ambas canciones interpretadas por HiHi Jets. La versión japonesa también presenta una partitura musical completamente diferente compuesta por Yasuharu Takanashi.
Junto a la serie de televisión, Spin Master lanzó una serie de cortos web animados llamado Bakugan: Mas allá de la pelea en YouTube. Cuentan con las criaturas Bakugan en situaciones cómicas.

### Juego
Spin Master ha lanzado un nuevo juego de mesa que combina las canicas tradicionales transformadoras de Bakugan con un completo Juego de cartas coleccionables. Co-diseñado por Justin Gary, el juego está destinado a atraer tanto al público más joven como a aquellos que desean una escena competitiva.
El juego se lanzó en enero de 2019 en Canadá y Estados Unidos, con mercados adicionales establecidos durante el resto del año.

### Videojuegos
En diciembre de 2018, Spin Master lanzó la aplicación Bakugan Battle Hub para dispositivos iOS y  Android. Ofrece perfiles de personajes, videos y una versión simplificada del juego de mesa.